# Paspargos-eilanden
De Paspargos-archipel (38° NB, 26° OB) is een kleine eilandengroep voor de kust van Turkije, tegenover het Griekse eiland Chios. De eilanden zijn onbewoond, maar aangezien ze in een belangrijke vaarroute liggen, namelijk de route van het Suezkanaal naar de Bosporus, staat er op een van de eilanden een vuurtoren. Ook drijven er veel bakens in de zee. De eilanden, die grotendeels onbegroeid zijn, behoorden jarenlang tot het Osmaanse rijk, maar na de Eerste Wereldoorlog werden ze voor een korte periode Grieks, evenals het schiereiland Erythrae en de stad Smyrna (Izmir). Bij het Verdrag van Lausanne, na de Grieks-Turkse oorlog van 1923, werden de eilanden echter weer Turks grondgebied.